# Thomas Browne
Sir Thomas Browne (født 19. oktober 1605, død 19. oktober 1682) var en engelsk forfatter.